# Lampropholis mirabilis
Lampropholis mirabilis — вид сцинкоподібних ящірок родини сцинкових (Scincidae). Ендемік Австралії.

## Поширення і екологія
Lampropholis mirabilis мешкають на острові Магнетік та в околицях міста Таунсвілл в штаті Квінсленд. Вони живуть серед гранітних валугнів на узліссях і галявинах тропічних лісів.